# Пинаргёзю
Пинаргёзю (тур.  Pinargözü Mağarası ) — пещера в иле Ыспарта, Турция. Была открыта в 1991 году.
Пещера находится в 11 км западнее города Енишарбадемли. Её протяжённость составляет 15 000 метров, является самой длинной пещерой Турции. Поднимается от входа на высоту 720 метров. Имеет подземные реки, озёра и водопад. Температура воды в них 4-5 °C. На входе из пещеры вытекает быстрый водяной поток и дует сильный ветер. Вход закрыт железными перилами. Внутри пещеры находятся сталактиты и сталагмиты. Исследования пещеры продолжаются, ежегодно исследователями открываются её новые части.